# Warmingia
Warmingia — род многолетних травянистых растений семейства Орхидные.
Общепринятого русского названия не имеет.
Некоторые виды популярны в комнатном и оранжерейном цветоводстве.
Эпифиты во влажных лесах Южной и Центральной Америки. Встречаются на высотах от уровня моря до 1000 метров над уровнем моря.

## Этимология
Род назван Генрихом Райхенбахом в честь первооткрывателя Warmingia eugenii, датского ботаника Йоханнеса Варминга.

## Биологическое описание
Относительно мелкие симподиальные растения.
Псевдобульбы мелкие, продолговато-яйцевидные.
Цветоносы свисающие. Соцветия кистевидные, у некоторых видов несут до 30 цветков.
Цветки белые. Чашелистики и лепестки сходной формы и размера.

## Виды и естественныегибриды

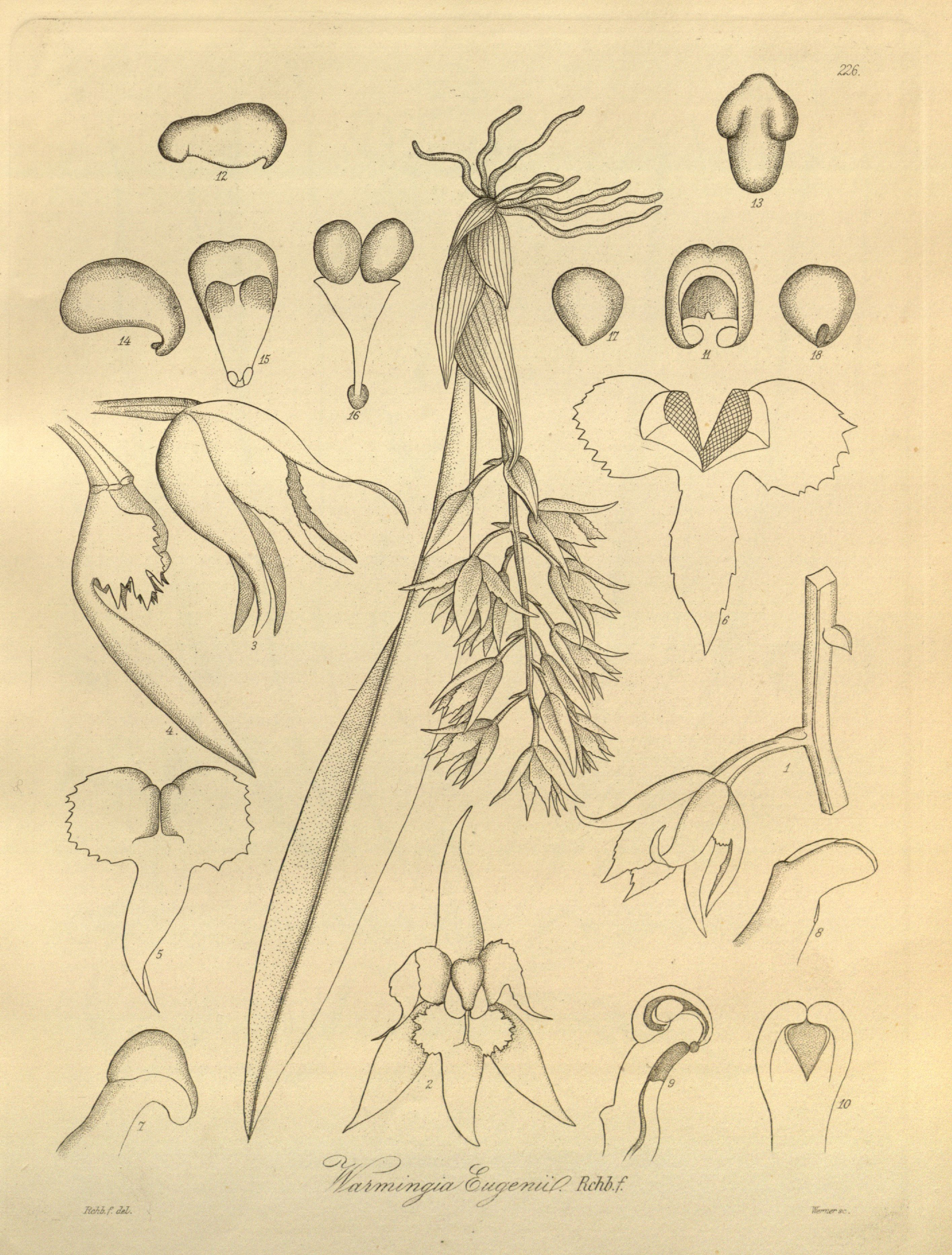
Warmingia eugenii
Ботаническая иллюстрация из «Xenia orchidacea» vol. 3 pt. 3 tab. 226, 1883 г.

По данным Королевских ботанических садов в Кью:
- Warmingia buchtienii (Schltr.) Schltr. ex Garay & Christenson, 1996
- Warmingia eugenii Rchb.f., 1881 typus
- Warmingia holopetala Kraenzl., 1920
- Warmingia zamorana Dodson, 1989

## Охрана исчезающих видов
Все виды рода Warmingia входят в Приложение II Конвенции CITES. Цель Конвенции состоит в том, чтобы гарантировать, что международная торговля дикими животными и растениями не создаёт угрозы их выживанию.

## В культуре
Температурная группа: от тёплой до умеренной.
Посадка в мелкие горшки или на блоки.
Свет: 1500—2300 FC.
В селекции не используются.